# Première guerre du Dahomey
La première guerre du Dahomey se déroula du 21 février au 4 octobre 1890 dans l'actuel département de Ouémé, au Bénin. Les troupes françaises, aidées de combattants des Royaumes de Porto-Novo et de Kinto, l'emportèrent sur les forces du royaume fon du Dahomey. Le Dahomey dut reconnaître le protectorat français sur Porto-Novo et Kinto et céder la ville de Cotonou.

## Contexte

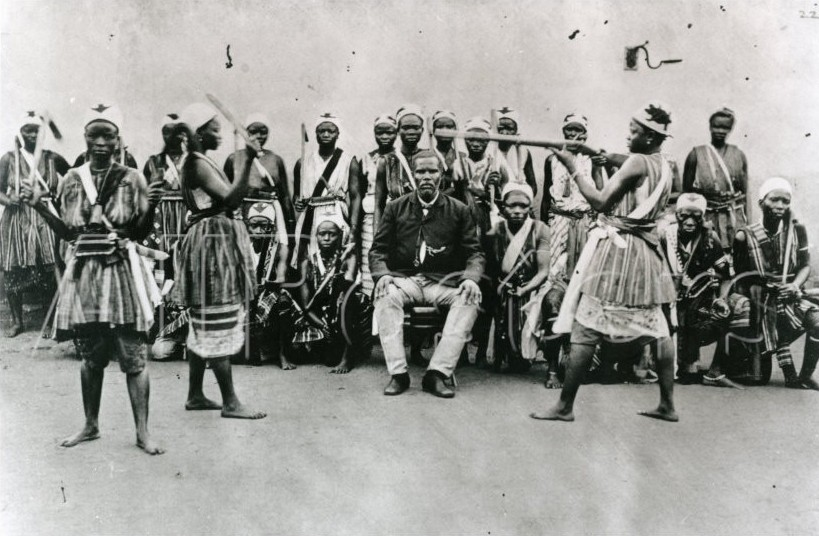
Photo d'Amazones du Dahomey issue du livre de Stanley B. ALPERN, Amazons of Black Sparta : The Women Warriors of Dahomey, London: C. Hurst & Co. Ltd. 2011.

À la fin du XIXe siècle, les principales puissances européennes se sont lancées dans la course à la colonisation. La France jette son dévolu sur de nombreuses régions africaines dont l'actuel Bénin. Celui-ci est alors le siège du royaume du Dahomey, l'un des principaux États de l'Afrique de l'Ouest. En 1851, un traité d'amitié est signé entre les deux pays permettant aux Français de venir commercer ou de faire entrer des missionnaires dans le royaume.
En 1861, le petit royaume côtier de Porto-Novo, tributaire du Dahomey, subit l'attaque de navires britanniques sous le roi Sodji. Dè Sodji demande et obtient en 1863 la protection de la France, acte que le Dahomey rejeta sous le roi Glèlè. Un autre contentieux oppose le royaume fon et les Français à propos du port de Cotonou que la France pense sous son contrôle alors que le Dahomey y exerce toujours ses droits coutumiers.
En 1882, le roi de Porto-Novo, Tofa (monté sur le trône en 1874), rétablit le protectorat français. Cependant, les Fons continuent à lancer des raids sur Porto-Novo. Les relations entre la France et le Dahomey se dégradent jusqu'en mars 1889 où un régiment d'Amazones du Dahomey attaque Danko, un village sous protectorat français sur le fleuve Ouémé et situé dans le royaume de Kinto.

## Début de la guerre
La France riposte à ces événements en envoyant une force de 359 hommes à Cotonou (dont 299 tirailleurs sénégalais et gabonais). Le 21 février 1890, ils arrêtent les chefs fons et commencent à fortifier la ville. Quelques escarmouches ont lieu avant que la nouvelle ne parvienne à Abomey, capitale du Dahomey.

« La France a vécu longtemps en paix sur cette côte, établie dans le petit poste de Kotonou, exerçant une sorte de protectorat sur le petit État de Porto-Novo, entretenant des relations, consacrées par des traités, avec le royaume plus vaste du Dahomey, qui s’étend à l’intérieur. On ne parlait guère du Dahomey, lorsqu’il a plu à ce petit potentat nègre, qui se livre à des sacrifices humains dans son royaume et a une armée fantastique d’amazones, de se jeter sur nos possessions, de renier ses traités, de contester nos droits, notre protectorat à Porto-Novo. La France s’est bornée d’abord à temporiser, en repoussant toutefois les agressions des bandes armées qui ont assailli nos postes. Elle a eu même la condescendance d’envoyer dans la capitale du Dahomey, à Abomey, le gouverneur de nos possessions, qui a été berné, humilié et n’a rien obtenu. La guerre a recommencé, avec tout son cortège de pillages, d’incendies, de razzias, enlevant femmes, vieillards, enfants, destinés à d’horribles holocaustes. C’est alors que le gouvernement français s’est cru obligé de prendre des mesures plus énergiques. Il avait envoyé déjà quelques compagnies de tirailleurs sénégalais qui, sous un vigoureux officier, se sont bravement conduits. Ces jours derniers, il vient d’expédier une petite escadre, pour appuyer la défense de nos postes et mettre le blocus devant la côte des Esclaves, de façon à interdire les débarquements d’armes. Un premier pas est donc fait dans la voie des opérations de guerre. Que fera-t-on maintenant ? »

— Chronique de la Revue des deux-Mondes, 1890, p. 849.

## Bataille de Cotonou

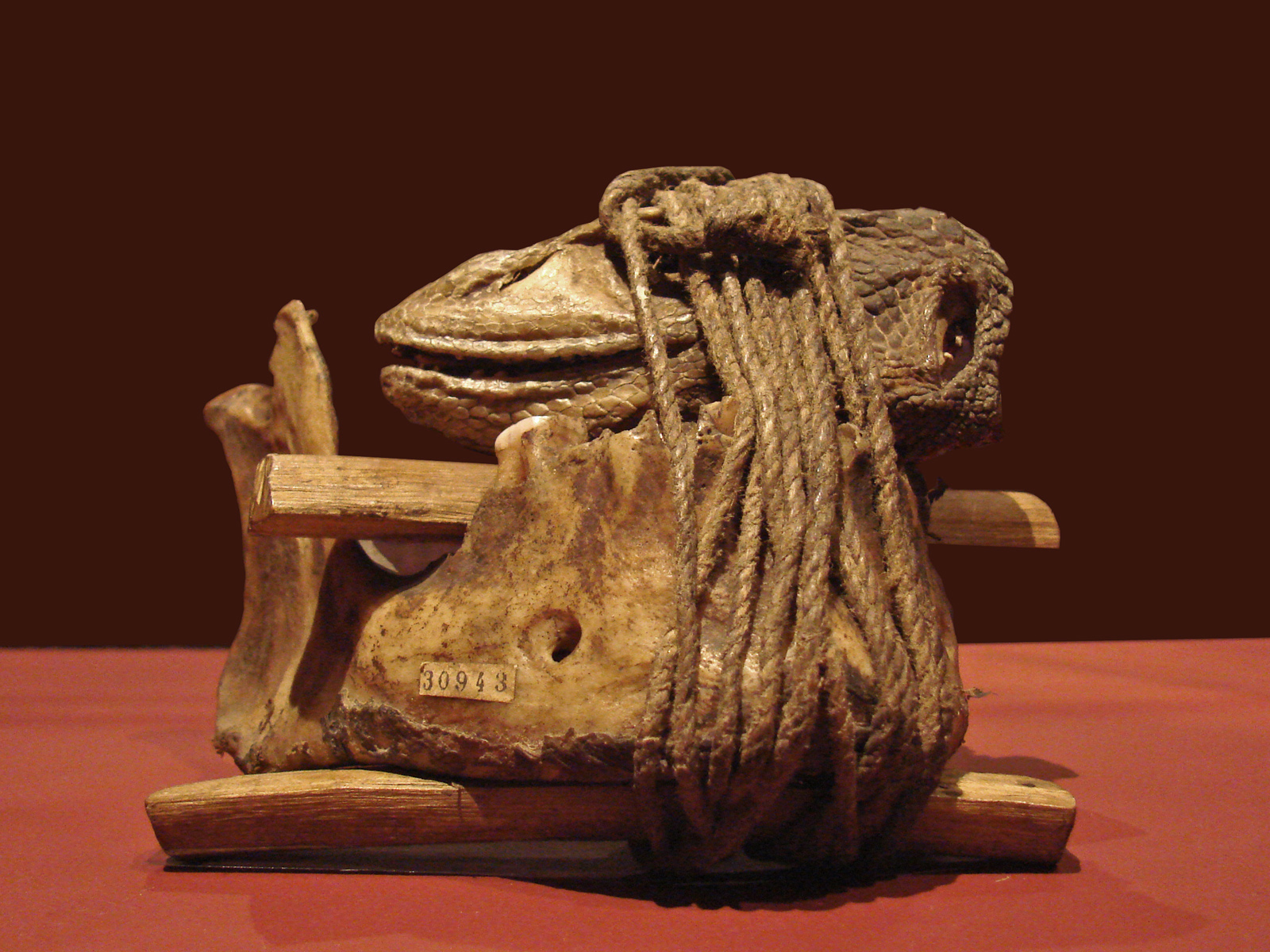
Bo (fétiche) saisi sur une guerrière africaine tuée par l'armée française lors de la bataille de Cotonou.

Le 4 mars 1890, une armée de plusieurs milliers de Fons attaque Cotonou vers 5h du matin. Les Fons lancent une charge et des tirs de mousquets. Malgré la puissance de feu supérieure de leur adversaire (notamment soutenu par des navires), ils parviennent à pénétrer dans les fortifications où ils livrent une violente bataille, parfois au corps à corps, pendant quatre heures avant d'être finalement repoussés.
À l'issue de la bataille, les pertes françaises sont faibles tandis que celles des Fons sont estimées à plusieurs centaines (129 soldats fons tués ont été retrouvés dans le périmètre fortifié des Français).

## Bataille d'Atchoupa
Après avoir regroupé ses soldats, le Dahomey lance une nouvelle attaque plus au sud en direction de Porto-Novo. Un groupe de 350 à 400 soldats français et 3 canons est alors envoyé pour les intercepter précédé de 500 guerriers de Porto-Novo et de Kinto.
La bataille a lieu à quelques kilomètres de la ville d'Atchoupa. Les forces de Porto-Novo et de Kinto et un groupe de tirailleurs agissent comme écran pour les forces françaises. Les Fons les battent mais le reste des Français a le temps d'établir une solide position défensive qui résiste deux heures durant à plusieurs assauts. Finalement, les Français reculent et les soldats du Dahomey se retirent sans avoir pris la cité.

## Fin de la guerre
Le 3 octobre 1890, le Dahomey signe un traité qui reconnaît le protectorat français sur Porto-Novo et Kinto et cède ses droits sur Cotonou moyennant une somme annuelle de 20 000 francs.